# 野生生物保护

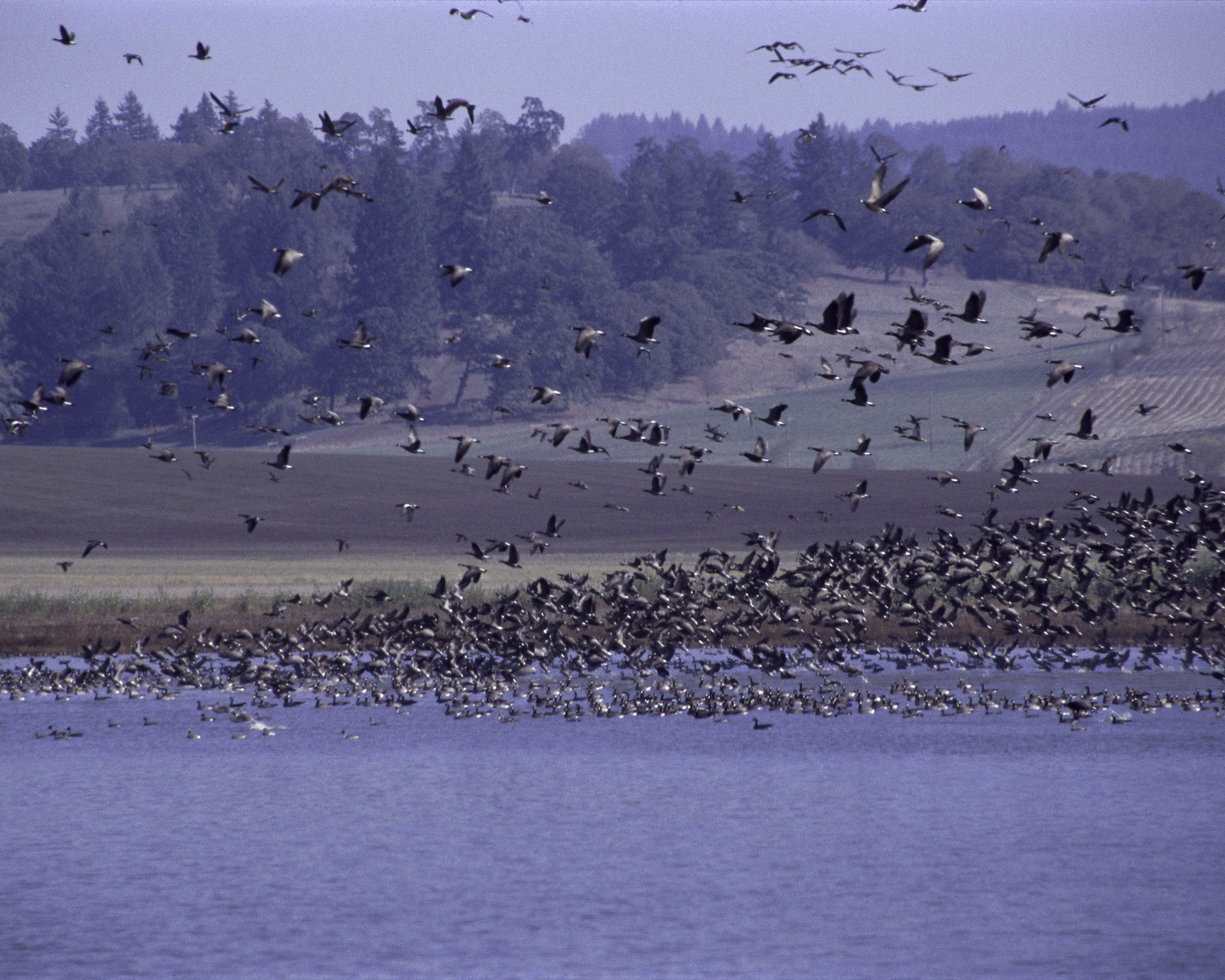
美国俄勒冈州的安肯尼国家野生生物保护区

野生生物保护（英文：wildlife conservation；台湾译为野生动物保育）是为了防止物种灭绝和保护自然生态系统而保护野生物种及其棲息地的做法。对野生生物的主要威胁包括栖息地的破坏、退化与破碎，过度开发，偷猎，污染和气候变化。据世界自然保护联盟的估计，在被评估物种中，有27,000种濒临灭绝。2019年联合国关于生物多样性的报告扩大到所有现有物种，将这一估计数进一步提高到一百万种。人们也认识到，地球上越来越多的濒危物种生态系统正在消失。为了解决这些问题，国家和国际政府都在努力保护地球的野生动植物。著名的保护协议包括1973年《濒危野生动植物种国际贸易公约》（CITES）和1992年《生物多样性公约》（CBD）。还有许多非政府组织（NGO）致力于自然保护，世界野生动物基金会和国际自然保护组织。

## 对野生动植物的威胁

### 栖息地破坏

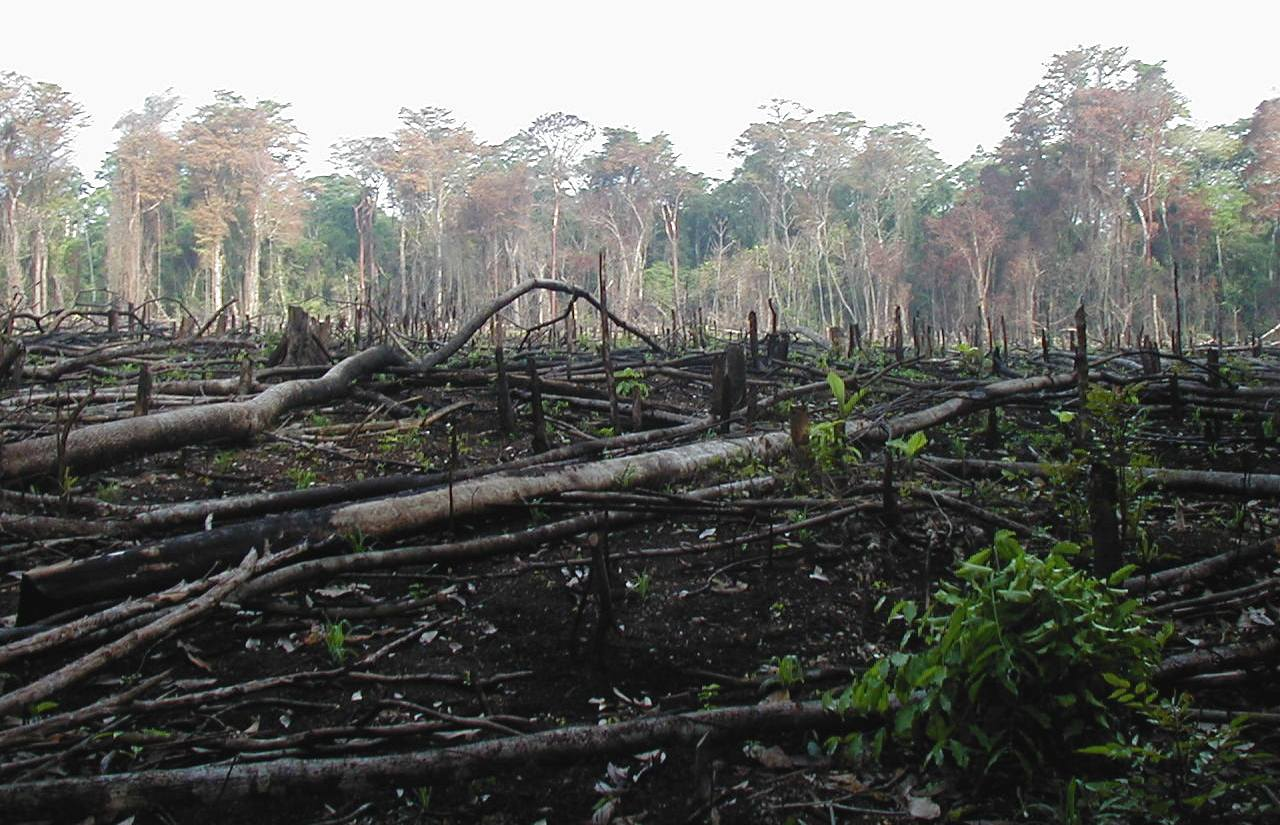
墨西哥南部的一片被烧毁的丛林

栖息地的破坏减少了野生生物可以居住的地方的数量。栖息地的破碎破坏了连续的栖息地，通常会使大型野生生物种群分为几个较小的种群。人为栖息地丧失和碎片化是物种减少和灭绝的主要原因。人为栖息地丧失的主要例子包括森林砍伐，农业扩张和城市化。生境的破坏和破碎化可以通过减少野生动植物种群可利用的空间和资源以及增加与人类发生冲突的可能性来增加其脆弱性。此外，破坏和破碎创造了较小的栖息地。较小的栖息地只能支持较小的动物数量与基因多样性，而缺少基因多样性的动物更容易灭绝。

### 过度开发
过度开发是指动植物的开采速度快于物种的恢复能力。虽然经常与过度捕捞有关，但过度开发可适用于各种群体，包括哺乳动物、鸟类、两栖动物、爬行动物和植物。过度开发的危险在于：如果一个物种的个体过多，那么该物种可能无法恢复。例如，在过去的一个世纪中，诸如金枪鱼和鲑鱼等顶级海洋掠夺性鱼类的过度捕捞导致鱼类尺寸和鱼类数量的减少。

### 偷猎
偷猎非法野生动植物贸易是对某些物种的主要威胁，特别是濒临灭绝的物种，其地位使其具有经济价值。这些物种包括许多大型哺乳动物，例如非洲象，老虎和犀牛。偷猎的鲜为人知的目标包括收获受保护的动植物，以用作纪念品，食物，毛皮，宠物等；由于偷猎者倾向于针对濒临灭绝的物种，偷猎使本来就很少的种群进一步减少。

### 猎杀
猎杀是政府出于各种目的故意和有选择地杀死野生动植物。一个例子就是对鲨鱼的扑杀，澳大利亚的昆士兰州和新南威尔士州的“鲨鱼控制”计划杀死了成千上万的鲨鱼，以及海龟、海豚、鯨魚和其他海洋生物。昆士兰州的“鲨鱼控制”计划就杀死了约50,000只鲨鱼，还杀死了84,000多只其他的海洋动物。在美国，也有猎杀的例子，例如蒙大拿州的野牛和纽约及其他地方的天鹅、鹅和鹿。

### 污染

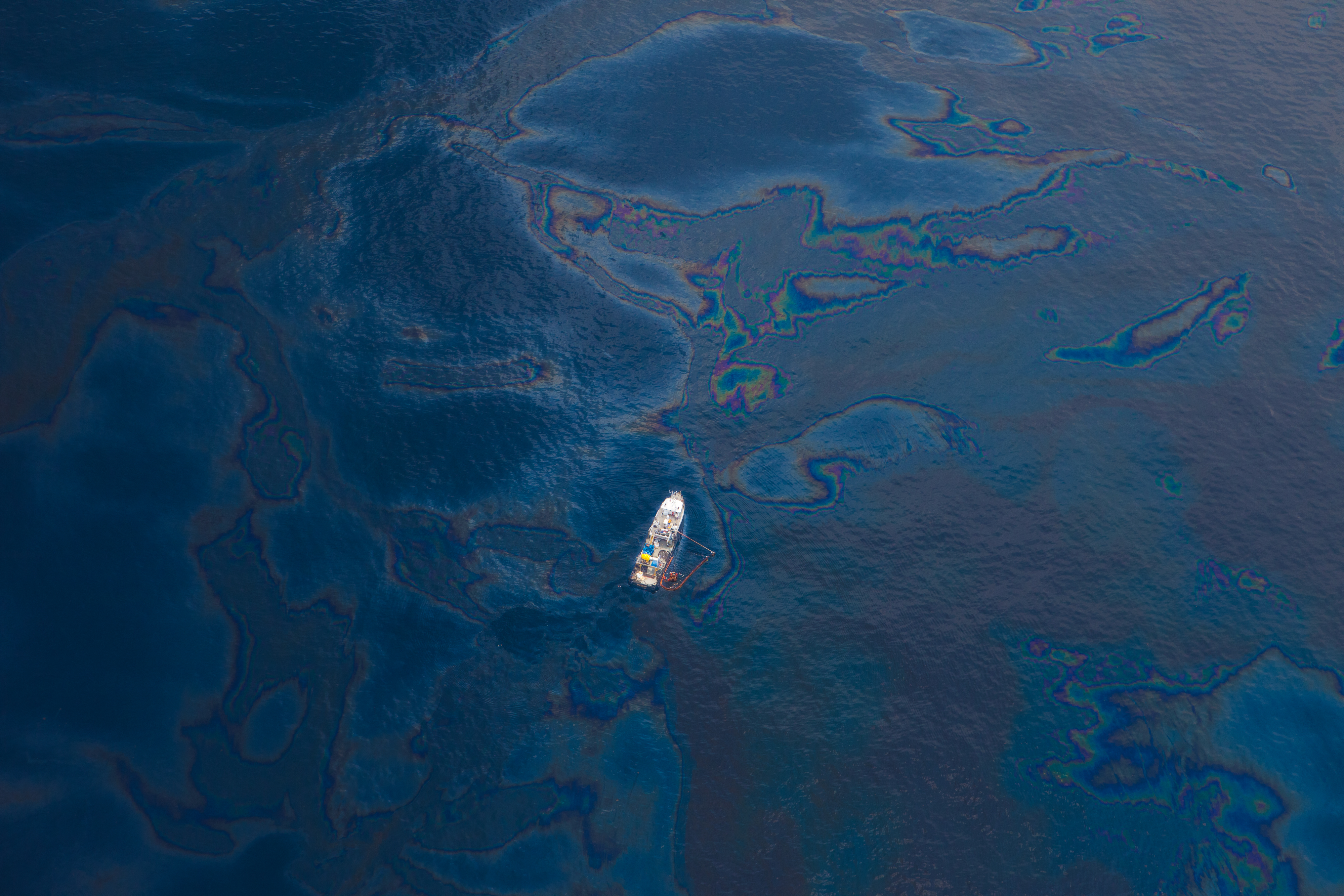
2010年BP远洋地平线漏油事件的鸟瞰图

各种各样的污染物对野生生物的健康产生负面影响。对于某些污染物，简单的暴露足以造成损害（例如农药）。对于其他有毒物质，则是通过吸入（例如空气污染物）或摄入（例如有毒金属）来进入体内。污染物以不同的方式影响不同的物种，因此对一种生物有害的污染物可能不会影响另一种生物。
- 空气污染物：大多数空气污染物来自燃烧化石燃料和工业废气。这些对野生动植物及其生态系统的健康具有直接和间接的影响。例如，高含量的硫氧化物（SO x）可能损害植物并阻碍其生长。[20]硫氧化物也导致酸雨，损害陆地和水生生态系统。其他空气污染物，例如烟雾，地面臭氧和颗粒物会降低空气质量。
- 重金属：砷，铅和汞等重金属自然在环境中含量较低，但是如果大量摄入，可能会导致器官损害和癌症。[21]它们的毒性取决于确切的金属的类型，摄入金属的量以及摄入金属的动物。人类活动，例如采矿，冶炼，燃烧化石燃料和各种工业过程，已导致环境中重金属含量的上升。
- 有毒化学物质：有许多有毒化学物质污染源，包括工业废水，溢油和农药。有各种各样的有毒化学物质，因此也有各种各样的负面健康影响。例如，合成农药和某些工业化学品是持久性有机污染物。这些污染物寿命长，可导致癌症，生殖疾病，免疫系统问题和神经系统问题。[22]

### 气候变化
人类应对当前正在改变地球环境状况的当今气候变化负责。它与上述对野生生物的某些威胁（例如栖息地破坏和污染）有关。温度上升，冰盖融化，降水模式变化，严重干旱，热浪更加频繁，风暴加剧和海平面上升是气候变化的一些影响。干旱，热浪，强风暴和海平面上升等现象，直接导致栖息地破坏。同时，气候变暖，降水波动和天气模式变化都会影响物种范围。总体而言，气候变化的影响加剧了对生态系统的压力，无法应对迅速变化的条件的物种将灭绝。尽管现代气候变化是人为造成的，但曾经的过去的气候变化事件是自然发生的，并同样也导致了许许多多物种的灭绝。

## 物种保护
野生动物保护据估计，由于人类活动，当前物种的灭绝速度大约是背景灭绝速度（没有其他影响的“正常”灭绝速度）的1000倍。根据自然保护联盟的资料，在评估的所有物种中，有超过27,000种生物有濒临灭绝的危险，需要被保护。其中，哺乳动物占25%，鸟类占14%，两栖动物占40%。但是，由于并非所有物种都经过评估，因此这些数字可能更高。2019年联合国评估全球生物多样性的报告将IUCN数据推算给所有物种，并估计全球100万物种可能面临灭绝。但是，由于资源有限，有时无法适当考虑需要保护的所有物种。决定要保护的物种取决于一个物种的濒危程度，该物种对牠所处的生态系统是否至关重要以及人类对牠的关心程度。 

### 棱皮龟

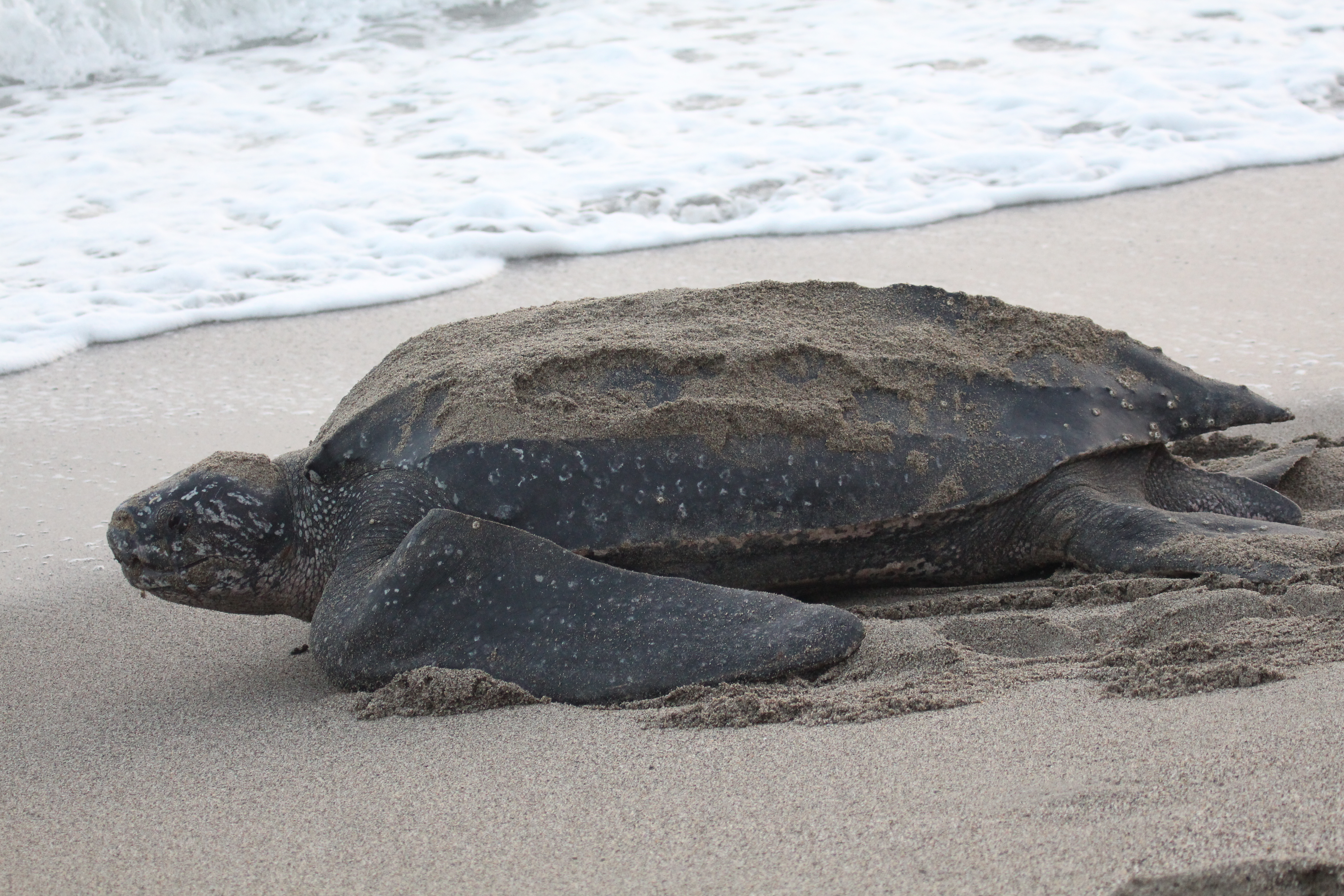
棱皮龜（Dermochelys coriacea）

棱皮龜（Dermochelys coriacea）是现存最大的龟鳖类动物，也是唯一没有硬壳的海龟，濒临灭绝。牠遍布太平洋中部和大西洋，但在全球范围内其的数量却在下降。棱皮海龟面临着许多威胁，包括被兼捕物捕获，卵的收获，筑巢栖息地的丧失和海洋污染。在美国，根据《濒危物种法》将棱皮龟列为濒危动物，而保护牠的措施包括改良渔具以减少副渔获物的捕获，监测和保护其栖息地（包括嵌套海滩和海洋），以及减少海洋污染造成的损害。当前，国际上正在努力保护棱皮龟。

## 栖息地保护
栖息地保护是为了保护栖息地以保护其中的物种而进行的行动。这有时比专注于保护单个物种更为可取，尤其是当所讨论的物种具有非常特定的栖息地要求或生活在具有许多其他濒危物种的栖息地中时。后者通常适用于生活在生物多样性热点地区的物种，而生物多样性的热点地区是世界上特有物种集中的地区（世界上其他地方都找不到的物种）。这些热点很多都位于热带地区，主要是热带森林，如亚马逊森林。栖息地保护通常是通过划出国家公园或自然保护区等保护区来进行的。即使没有将某个区域变成公园或保护区，也仍然可以对其进行监视和维护。

### 红顶啄木鸟

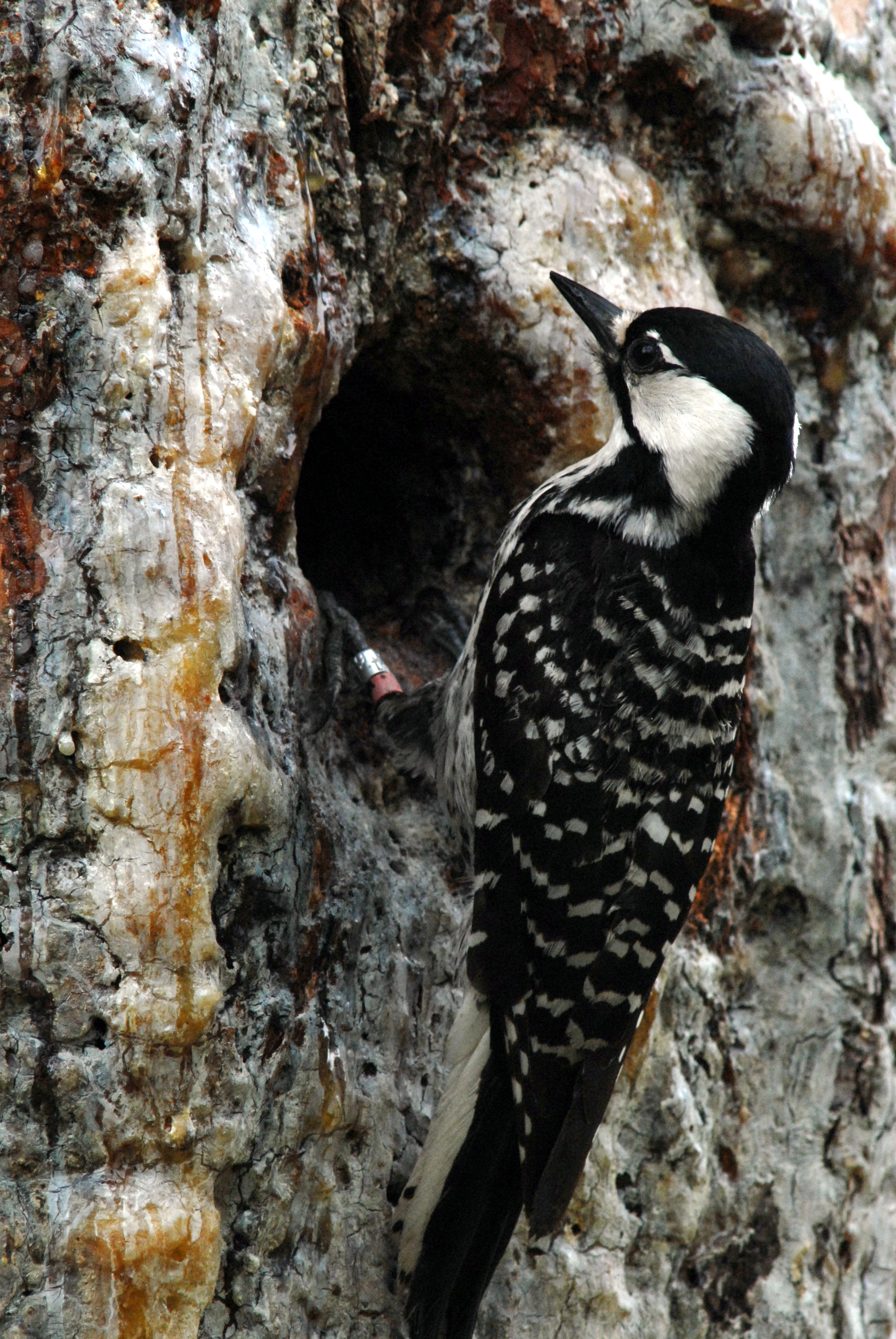
红顶啄木鸟（Picoides borealis）

红顶啄木鸟（Picoides borealis）是美国东南部的濒危鸟类。牠仅生活在由成熟的松树林中有野火维持的长叶松大草原上。如今，牠已成为一种稀有的栖息地（因为火灾已变得罕见，许多松树林已被砍伐用于农业生产），通常被发现在美国军事基地占领的土地上，而那里的松树林用于军事训练和偶尔的轰炸放火维持松树稀树草原。啄木鸟生活在树干中挖掘的树洞中。为了增加啄木鸟的数量，安装了人工洞（实际上是在树干内种植的鸟舍），为啄木鸟提供了居住的地方。美国军人和工人做出了积极的努力，以维护红凤头啄木鸟的这种稀有栖息地。

## 保护遗传学
保护遗传学研究影响物种保护的遗传现象。大多数保护工作都集中在确保种群增长上，但是遗传多样性也极大地影响物种的生存。高的遗传多样性提高了生存率，因为这意味着更大的适应未来环境变化的能力。同时，与低遗传多样性相关的影响，例如近亲衰退和遗传漂移造成的多样性丧失，通常通过降低物种的适应能力或增加遗传问题的频率来降低物种的生存。尽管并非总是如此，但某些物种由于其遗传多样性非常低而受到威胁。因此，最好的保护措施是恢复其遗传多样性。

### 佛罗里达美洲狮

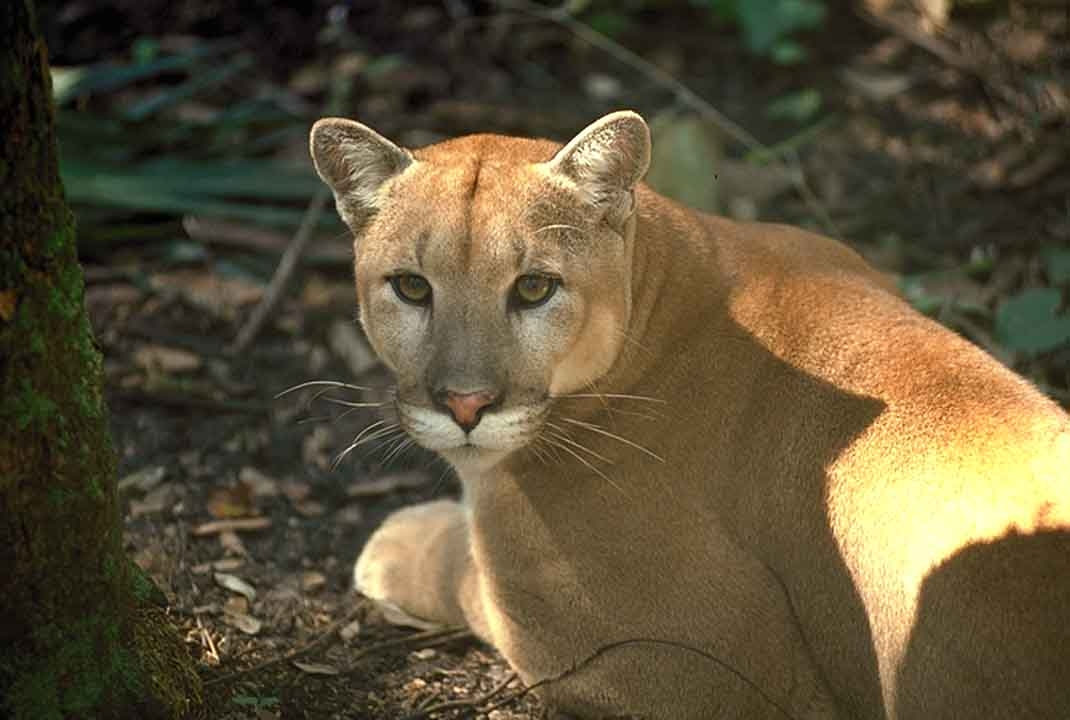
佛罗里达美洲狮（Puma concolor coryi）

佛罗里达美洲狮（Puma concolor coryi）是美洲狮的亞種，牠生活在佛罗里达州，目前正濒临灭绝。从历史上看，佛罗里达美洲狮的分布范围覆盖了整个美国东南部。在1990年代初期，却只剩下一个有20−25只个体的种群。该种群的遗传多样性非常低，近交程度很高，并且遭受了一些遗传问题，包括尾巴扭结，心脏缺陷和低生育力。1995年，有8只来自德克萨斯州的雌性美洲狮被引入佛罗里达种群。目的是通过引入来自不同的美洲狮种群的基因来增加遗传多样性。到2007年，佛罗里达美洲狮的数量增加了三倍，佛罗里达和德克萨斯州之间的后代生育力更高，遗传问题更少。2015年，美國魚類及野生動物管理局估计佛罗里达有230只成年美洲狮，而在2017年，有迹象表明佛罗里达州的美洲狮种群规模正在扩大。

## 保护方法

### 野生动物种群监测
监测野生动植物种群是保护工作的重要组成部分，因为它使管理人员能够收集有关受威胁物种状况的信息并衡量管理策略的有效性。监视可以在本地，区域或范围内进行，并且可以包括一个或多个不同的种群。尽管可以使用许多其他指标，但在监视期间通常收集的指标包括种群数量、地理分布和遗传多样性。
监视方法可以分为“直接”或“间接”。直接方法依靠直接看见或听见动物，而间接方法依靠表明动物存在的“迹象”。对于陆生脊椎动物，常见的直接监测方法包括直接观察，重获标记，横断面和可变地块调查。间接方法包括跟踪站，粪便计数，食物清除，打开或关闭的洞穴开口计数，洞穴计数，失控计数，击倒卡，雪道或对音频呼叫的响应。
对于大型陆生脊椎动物，一种常用的方法是通过相机陷阱和标记捕获技术来估测种群数据。此方法已成功用于老虎、黑熊和许多其他物种。标记捕获方法也可用于非侵入性头发或粪便样本的遗传数据。可以独立分析这些“间接”信息，也可以结合摄影方法进行分析，以获得更完整的种群生存力图。

## 政府参与
在1973年，美国通过了《濒危物种法》，以保护被认为已濒临灭绝的美国物种。当时的担忧是，该国正在失去具有科学，文化和教育重要性的物种。同年，通过了《瀕危野生動植物種國際貿易公約》（CITES），作为一项国际协议的一部分，以防止全球濒危野生动植物贸易。1980年，世界自然保护联盟在联合国环境规划署、世界野生动物基金会、联合国粮食及农业组织和教科文组织的帮助下制定了《世界保护战略》。其目的是促进保护对人类重要的生命资源。1992年，联合国环境与发展会议（通常称为“里约地球峰会”）达成了《生物多样性公约》（CBD），这是保护地球生物资源和多样性的国际协议。
根据美国国家野生动物联盟的说法，美国的野生动植物保护资金主要来自联邦预算，年度联邦和州拨款，以及诸如自然保护区计划，湿地保护区计划和野生生物栖息地奖励计划等计划的财政投入。大量资金来自出售狩猎/捕鱼许可证，游戏标签，邮票以及购买狩猎设备和弹药的消费税。

## 非政府组织的参与
在1980年代后期，随着公众对政府环境保护工作的不满，人们开始支持包括几个非政府组织（NGO）在内的私营部门的环境保护工作。鉴于对非政府组织支持的增加，美国国会于1979年和1986年对《对外援助法》进行了修正，“将美国国际开发署（USAID）专款专用于生物多样性 ”。 从1990年至今，环保非政府组织越来越关注于美国国际开发署分散于环境保护和自然资源的资金在政治和经济方面的影响。在9/11恐怖袭击之后和前总统布什反恐战争的开始，维持和改善环境及其自然资源的质量成为2002年《外交关系法》 和“防止国际紧张局势”的“优先事项”。1961年《外国援助法》第117条。

### 非政府组织
存在许多非政府组织来积极促进或参与野生动植物保护：
- 大自然保护协会是一家美国慈善环保组织，致力于通过保护人们赖以生存的土地和水域来保护代表地球生命多样性的动植物和自然社区。[56]
- 世界自然基金会（WWF）是致力于保护环境，研究和恢复环境的国际非政府组织，其前身是世界野生动物基金会，至今仍在加拿大和美国使用。它是世界上最大的独立保护组织，在全球90多个国家/地区拥有超过500万支持者，为全世界约1300个保护和环境项目提供支持。它是一家慈善机构，其资金中约有60%来自私人的自愿捐款。基金收入的45%来自荷兰、英国和美国。[57]

## 另請參閱
- 生物多样性
- 保护生物学
- 生物多样性公约
- 瀕危野生動植物種國際貿易公約
- 濒危物种
- IUCN 红色名录